# Vedersø Kirke
Vedersø Kirke er en kirke i landsbyen Vedersø omtrent midt mellem Ringkøbing Fjord og Nissum Fjord.
Kirken blev landskendt, efter digterpræsten Kaj Munk blev henrettet af Gestapo i 1944 under besættelsen. Han havde da været sognepræst på stedet siden 1924. Kaj Munk ligger sammen med sin familie begravet ved kirkens østende.
Kirken er 800-900 år gammel og bygget i den store romanske byggeperiode 1100-1250, hvor ca. 90% af vore landsbykirker blev opført. De ældste dele er opført af blokke af granit og gnejs, kaldet kvadersten. Inden byggeriet hentede sognefolkene store marksten, som stenhuggere tilhuggede på de fem sider; den sjette blev ikke tilhugget, da den skulle vende indad i muren. Flere af stenene er prydet med relieffer, hvoraf fire er bevaret i kirken.

## Den oprindelige kirkebygning
Kirken var oprindeligt 20 m lang med godt 4 meter høje mure. Skibets gavl var godt 7 meter højt. Bygningen bestod af skibet til menigheden, samt koret, som rummer det allerhelligste med alteret. Vinduerne var ganske små; der er et oprindeligt vindue i koret og i muren ved siden af våbenhuset. De smà rundbuede vinduer lukker kun lidt lys ind. Det meste af lyset i kirken kom fra vokslys. Væggene har sandsynligvis haft kalkmalerier, og døbefont og skulpturer har været malet. Men hverken kalkmalerier eller farver på inventar er bevaret. Alteret er opmuret af kvadersten. I en af kvaderstenene på oversiden er der udhugget en helgengrav, som i alle katolske kirker. I Vedersø Kirke ligger relikvierne der stadig, det er rester af en helgens klæder indesluttet i en blykapsel. De har været der siden indvielsen for 800-900 år siden.

## Kor
Kirkens kor styrtede sammen engang i 1300 eller 1400-tallet. Bygmesteren genbrugte så mange kvadersten som muligt, medens huller mellem kvaderstenene blev udfyldt med utilhuggede marksten. Man ved at kvaderstensbyggeri ophørte ca. 1250 og efterfulgtes af mursten, der kom i almindeligt brug til kirkebyggeri i løbet af 1300-tallet.

## Kapellerogtårn
I 1400-	og 1500-tallet kommer der en ny byggeperiode. Nu brugtes mursten, de såkaldte munkesten, der er betydeligt større end nutidens mursten. Mange kirker fik tårn i den periode, således også Vedersø. Mange kirker fik ogsâ indbygget hvælvinger. Det skete ikke i Vedersøs skib og kor; men der blev tilbygget et dobbeltkapel mod syd, der blev forsynet med hvælvinger. Det blev antagelig bygget kort efter 1474. Fra det år kender man et âbent brev fra 11 danske og svenske bisper, der opfordrer folk til at valfarte til St. Sebastians Kirke i Vedersø og medbringe en gave, sâ den kunne blive "hæderligt opbygget". Der står intet om, hvad der blev bygget, men det kunne være kapellet.
De, der kom, fik 40 dages aflad af hver biskop, hvilket betød at deres sjæles ophold i skærsilden blev afkortet med 440 dage, såfremt de af et ærligt hjerte deltog i de kirkelige handlinger, bad bønner eller skænkede kirken gaver. For hver gang et menneske gjorde noget af dette, fik han eller hun på ny 440 dages aflad. Det virkede, og kirken fik råd til at bygge. Også târnet blev bygget med hvælving. Vâbenhuset blev bygget omkring år 1500.
Ved bygningen af târnet blev skibets vestgavl revet ned. Kvaderstenene blev genbrugt i den nederste del af tårnet. Den øverste del, der er hvidkalket, blev bygget af munkesten.
Dobbeltkapellet blev bygget til, så det overlappede skib og kor. Lignende kapeller findes i andre vest- og midtjyske kirker. Ved kapellets bygning blev sydmuren i skibet revet ned. Kvaderstenene blev genbrugt i dobbeltkapellet sammen med munkesten.
Dobbeltkapellet blev antagelig bygget til altre. Maske havde kirkens ejer fâet fat i værdifulde relikvier, der fortjente anbringelse i en særskilt bygning.
Dobbeltkapellet holdt ikke. Hvælvingerne faldt ned. Hvornår og hvordan det skete, vides ikke. Man ved blot, at det vestligste kapel bley revet ned ca. år 1800. Men ulykken kan være sket længe før. Det tilbageblevne kapel har fladt loft, men buerne, der bar hvælvingerne, ses på sydvæggen af skibet og på vestvæggen af kapellet. Inde i kapellet er det oprindelige kapels mure tykke og lavet af kvadersten. Den reparerede vægdel er tyndere og bygget af mursten. Den tykke og tynde mur er afgrænset af en bugtet linje, der viser, at der er tale om reparation efter en sammenstyrtning.
Kapellet blev brugt til adeliges kister efter reformationen 1536. En gang i 1800-tallet blev kisterne fjernet, og kapellet føjet til kirkerummet. Men den gamle korvæg dækkede delvis udsigten til alteret; derfor blev der lavet et kighul, så folk kunne se præsten. Kighullet kan dog stamme fra den gang, kapellerne var nye, og præster forrettede tjenester der.

## Afladsbrev
Afladsbrevet skaffede Vedersø Kirke penge ved at love 440 dages aflad for hver gang, man kom til kirken og deltog i en hellig handling eller bad en bøn. Det var underforstået, at man medbragte en gave. Aflad betyder, at man får formindsket sit ophold i skærsilden med et vist antal dage, hvis man giver noget til den katolske kirke. Der er slemt i skærsilden, men når tiden der er gået, har man sonet sine synder og kommer i paradis. Handelen med afladsbreve gav kirken store indtægter i Middelalderen, og var stærkt medvirkende til, at Martin Luther fik succes med reformationen efter 1517.
Brevet var oprindeligt underskrevet af ærkebispen af Uppsala og 10 svenske og danske bisper. Alle satte deres segl på lak, og det blev hæftet ved brevet. Kun et enkelt segl sidder der endnu. Brevet er skrevet på latin i Unionstiden, mens Sverige, Norge og Danmark havde fælles konge, nemlig den danske.

## Inventar
Det eneste inventar fra Middelalderen er alterbordet og krucifikset. Døbefontene er fra kirkens ældste tid, men ingen af dem er oprindelige. Alt andet inventar er fra tiden efter reformationen 1536. Det gælder prædikestolen; den nuværende er fra ca. 1615. Altertavlen er fra ca. 1700 og har både tekster og billeder, helt i Luthers ånd. Men der har sikkert været forgængere.
Døbefonten blev forsynet med et messingfad. I katolsk tid skulle døbefonten være så dyb, at barnet kunne neddyppes tre gange under dåben, hvilket absolut ikke har været sundt, nár det skete i frostvejr i den uopvarmede kirke. Efter reformationen gik man over til at nøjes med at øse vand på barnets hoved, sâdan som det sker i dag.

## Galleri
'
- 1. Familien Munks grave.
- 2. Murværk, østmur.
- 3. Romansk stenrelief.
- 4. Tårnet.

- 5. Krucifiks
- 6. Nadverbillede på alter
- 7. Nadverbillede i krypt
- 8. Kirkeskibet

### Billedomtale
1. Munk familiens gravsteder øst for kirken. Hustruen Lise Munk til venstre, i midten Kaj Munk og til højre sønnen Helge.
2. Østmuren, typisk med kvadersten for neden og munkesten for oven.
3. Nederst i tårnets sydmur ses denne slangelignende figur på et romansk stenrelief.
4. Tårn med kvadersten nederst
5. Gotisk krucifiks fra 1400-tallet. Har oprindelig været ophængt i korbuen.
6. Nadverbilledet over alter er malet 1866 af en N. Jørgensen.
7. Nadverbillede i krypten malet af Harald Munk og er en kopi af et billede i Vallø Slotskapel, malet af Bnoit Coffre (1671 – 1722).
8. Kirkeskibet, en tremastet skonnert, model bygget ca. 1925 af P. Fjelking, Vedersø.